# Cserkészkézikönyv zombiapokalipszis esetére
A Cserkészkézikönyv zombiapokalipszis esetére egy 2015-ös amerikai akció-vígjáték Christopher Landon rendezésében. A forgatókönyvet Carrie Lee Wilson, Emi Mochizuki és Christopher Landon írta. A szereplők Tye Sheridan, Logan Miller, Joey Morgan, Sarah Dumont, David Koechner, Halston Sage, Cloris Leachman, Niki Koss, Hiram A. Murray, Lukas Gage és Patrick Schwarzenegger.
Az Egyesült Államokban 2015. október 30-án, Magyarországon egy nappal korábban, október 29-én mutatták be.

## Cselekmény
|  | Alább a cselekmény részletei következnek! |

Egy laboratóriumban baleset történik: egy emberből élőhalott lesz. Három középiskolás cserkész, Ben Goudy (Tye Sheridan), Carter Grant (Logan Miller) és Augie Foster (Joey Morgan) új tagokat próbál toborozni Rogers cserkészvezető (David Koechner) csapatába. Mikor eltűnik a vezető, nem sejtik, hogy micsoda veszedelem fenyegeti őket és a csendes kisvárost. A zombik sokasodnak. Amikor az élőholtak hordája rászabadul a kisvárosra, a három cserkészt és a sztriptízbárban dolgozó dögös koktélmixer csajt (Sarah Dumont) egymás mellé sodorja a véletlen, és akaratlan hősöket csinál belőlük. Mindent megtesznek, hogy megmentsék az emberiséget az oszladozó holtak seregétől.
|  | Itt a vége a cselekmény részletezésének! |

## Szereplők
| Színész                | Szerep                    | Magyar hang         |
| ---------------------- | ------------------------- | ------------------- |
| Tye Sheridan           | Ben Goudy                 | Gacsal Ádám         |
| Logan Miller           | Carter Grant              | Baradlay Viktor     |
| Joey Morgan            | Augie Foster              | Baráth István       |
| Sarah Dumont           | Denise Russo              | Sipos Eszter Anna   |
| David Koechner         | Rogers vezető             | Petridisz Hrisztosz |
| Halston Sage           | Kendall Grant             | Kardos Eszter       |
| Cloris Leachman        | Miss Fielder              | Kassai Ilona        |
| Niki Koss              | Chloe                     | Czető Zsanett       |
| Hiram A. Murray        | Corporal Reeves           | Czető Roland        |
| Lukas Gage             | Travis                    |                     |
| Patrick Schwarzenegger | Jeff                      | Markovics Tamás     |
| Drew Droege            | Drunk Man                 |                     |
| Blake Anderson         | Ron, a takarító           | Karácsonyi Zoltán   |
| Elle Evans             | Amber the Zombie Stripper |                     |
| Matty Cardarople       | Jawless Zombie            |                     |
| Missy Martinez         | Deputy Zombie             |                     |
| Cameron Elmore         | Nerdy Kid                 |                     |
| Zale Kessler           | Bathrobe Zombie           |                     |
| Tony Gardner           | Party Attacker Zombie     |                     |
| Dillon Francis         | DJ                        |                     |
| Theo Kypri             | Peter Morris              | Maday Gábor         |

## Szinkron
A szinkront az HBO megbízásából az SDI Media Hungary készítette.
- Magyar szöveg: Illés Judit
- Vágó: Piripár Éva
- Hangmérnök: Császár Bíró Szabolcs
- Gyártásvezető: Németh Piroska
- Szinkronrendező: Faragó József
- Produkciós vezető: Szép Erzsébet